# グレイト・デイ
「グレイト・デイ」（原題：Great Day）は、1997年にポール・マッカートニーが発表した楽曲である。

## 概要
アルバム『フレイミング・パイ』の最後を飾るアコースティックな楽曲である。ポールは前曲の「ビューティフル・ナイト」という壮大な曲でアルバムを締める事はバランスが悪いと思い、この曲を最後に収録した。
実は、この曲が制作されたのは1972年の事である。しかし、アルバムには収録されず、25年もの時を経てようやく収録されることとなった。1991年8月にポールが家族と共にロング・アイランド島に滞在していた際に、ハリケーンが島を襲い停電状態となったときに久々にこの曲を家族の前で披露したという。1992年9月3日にレコーディングされ、当初は『オフ・ザ・グラウンド』への収録も検討されたが、同アルバムがバンドサウンド中心のアルバムとなったため、次作へと回された。1974年8月のセッション映像でこの曲の一部を披露している様子が観られるほか、2003年9月23日に行われたチャリティー・イベント「Adopt-A-Minefield」では、初めてライブ演奏された（その際はバンドアレンジで演奏された）。